# Charles VII (empereur du Saint-Empire)
Pour les articles homonymes, voir Charles VII.
Charles Albert de Bavière, dit Charles VII, né le 6 août 1697 à Bruxelles en Brabant (Pays-Bas espagnols) et mort le 20 janvier 1745 à Munich en Bavière, est prince de la maison de Wittelsbach, fils de l'électeur Maximilien-Emmanuel de Bavière et de Thérèse Sobieska, fille du roi polonais Jean III Sobieski. Il hérite de la Bavière en 1726 ; à la suite de la mort de l'empereur Charles VI en 1740, il revendique les territoires héréditaires des Habsbourg sous le couvert de son mariage avec l'archiduchesse Marie-Amélie d'Autriche, fille de l'empereur Joseph Ier. 
Lors de la guerre de Succession d'Autriche, il fut reconnu roi de Bohême pendant une courte période entre 1741 et 1743. En 1742, il parvient à se faire élire empereur du Saint-Empire romain — le premier des Wittelsbach depuis le règne de son ancêtre Louis IV au XIVe siècle. Toutefois, il ne réussit pas à s'imposer durablement contre Marie-Thérèse d'Autriche, fille de Charles VI, et dont le mari François Ier Étienne lui succède sur le trône en 1745.

## Biographie

### Enfance et éducation

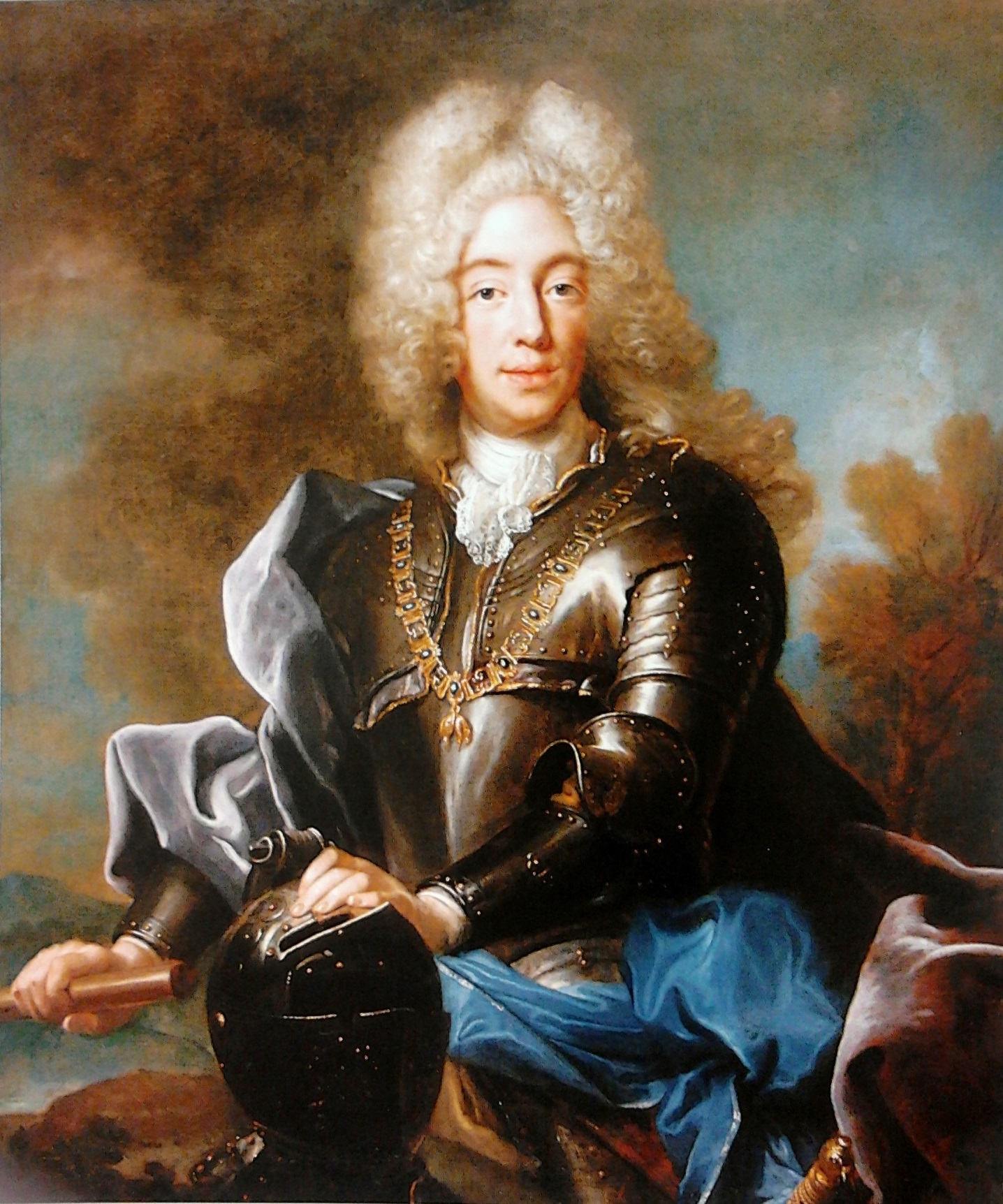
Portrait du jeune prince Maximilien-Emmanuel par Joseph Vivien (1717/19).

Charles naît à Bruxelles où son père l'électeur Maximilien-Emmanuel de Bavière résidait en tant que gouverneur des Pays-Bas espagnols depuis 1692. La famille retourna à Munich durant la guerre de Succession d'Espagne ; à la suite de la défaite de Höchstädt, en 1704, ses parents vivent séparément — son père ayant fait allégeance à la France, peut-être à cause de la rumeur qui accusait Vienne de l'empoisonnement du demi-frère de Charles, Joseph-Ferdinand, choisi par Charles II d'Espagne comme successeur. Sa mère Thérèse-Cunégonde Sobieska agit en qualité de régente de Bavière ; néanmoins, en mai 1705, elle aussi a dû fuir en exil. Après la bataille de Ramillies, livrée le 23 mai 1706, Maximilien-Emmanuel se retira à Compiègne. 
Charles et ses frères vivaient alors en captivité dans les pays autrichiens. Sous les instructions de l'empereur Joseph Ier, ils ont reçu leur formation des jésuites à Klagenfurt et à Graz. Le jeune prince ne rejoint sa famille qu'en avril 1715. Pendant son Grand Tour, il visite l'Italie du 3 décembre 1715 au 24 août 1716. En 1717, il se joint aux armées autrichiennes dans les campagnes de la guerre vénéto-austro-ottomane et sert dans les corps auxiliaires bavarois. Lors de ses séjours à la cour des Habsbourg, il fait la connaissance de sa future épouse Marie-Amélie d'Autriche, fille cadette de Joseph Ier. Le mariage est célébré le 5 octobre 1722 ; bien que les Wittelsbach aient officiellement renoncé à toutes les prétentions au trône, cette union conjugale donne des perspectives héréditaires dans les pays de Habsbourg.

### Une destinée impériale
En 1725, il est présent à Fontainebleau pour le mariage de Louis XV et de Marie Leszczynska.
Après la mort de l'empereur Charles VI du Saint-Empire en 1740 et malgré la Pragmatique Sanction, il refuse de reconnaître Marie-Thérèse, fille de Charles VI, comme héritière des États d'Autriche, et prétend avoir droit à la couronne en vertu d'un testament de l'empereur Ferdinand Ier. Il est soutenu par la France, et les troupes de Louis XV appuient son couronnement comme archiduc d'Autriche à Linz, roi de Bohême à Prague, et enfin empereur à Francfort en 1742. Mais la fortune ne tarde pas à l'abandonner : il perd en peu de temps toutes ses conquêtes, et est même chassé de ses États héréditaires. Cependant en 1744, le roi de Prusse Frédéric II ayant opéré en Bohême une diversion qui occupe l'armée impériale, Charles en profite pour recouvrer l'électorat et rentre enfin dans Munich. Il y meurt en 1745 et est enterré dans l'église des Théatins de Munich. Son cœur repose au Sanctuaire de Notre-Dame d'Altötting.
Son fils et successeur Maximilien-Joseph, prudent, ne prétend pas à la charge impériale ni aux possessions autrichiennes. La succession aux possessions des Habsbourg se déroule enfin conformément aux dispositions de Charles VI, en faveur de Marie-Thérèse.

### Union et postérité
Le 5 octobre 1722, Charles VII épouse l'archiduchesse d'Autriche Marie-Amélie (1701-1756), fille de l'empereur Joseph Ier et de Wilhelmine-Amélie de Brunswick-Lunebourg dont il a :
- Maximilienne (1723-1724) ;
- Marie-Antoinette (1724-1780), mariée en 1747 à Frédéric IV, électeur de saxe, prince de Pologne (1722-1763) ;
- Thérèse-Bénédicte (1725-1743) ;
- Maximilien III Joseph de Bavière (1727-1777), marié en 1747 à Marie-Anne de Saxe (1728-1797) ;
- Joseph-Louis-Léopold (1728-1733) ;
- Marie-Anne (1734-1776), mariée en 1755 à Louis-Georges, margrave de Bade-Bade (1702-1761) ;
- Marie-Josèphe ou Josépha (1739-1767), mariée en 1765 à Joseph II du Saint-Empire (1741-1790).